# Tecnam
Costruzioni Aeronautiche Tecnam S.r.l. — итальянская компания-производитель лёгких частных самолётов. Основана в 1986 году братьями Луиджи и Джованни Паскале изначально как производитель комплектующих для авиапромышленности. Расположена в Капуе (провинция Неаполь, Италия). Является крупнейшим производителем самолётов малой авиации (LSA) в мире. Самолёты Tecnam состоят на службе ВВС Камбоджи и Доминиканской Республики как патрульные и учебные самолёты. Ведётся разработка военных платформ Tecnam MRI и Tecnam MMA на базе Tecnam P2006T.

## История
В конце 1940-х годов Луиджи Паскале работал ассистентом легендарного авиатора, профессора Умберто Нобиле, в Неаполитанском университете. Первым самолётом, который Луиджи сконструировал совместно со своим братом Джованни, стал P48 Astore, поднявшийся в воздух 2 апреля 1951 года. В дальнейшем братья сконструировали ещё несколько спортивных самолётов, в том числе P55 Tornado, неоднократно побеждавший в различных соревнованиях.
В 1957 году Луиджи и Джованни основали Partenavia, свою первую авиапромышленную компанию, производившую как комплектующие для авиапромышленности, так и собственные самолёты, самым известным из которых стал Partenavia P.68, изготовленный в количестве более 400 экземпляров.
В ходе национализации авиационной промышленности в Италии компания в 1981 году стала частью Aeritalia, которую в свою очередь поглотил конгломерат Finmeccanica.
В марте 1986 года братья основали компанию Tecnam, по-прежнему одновременно производившую комплектующие для авиапромышленности и свои собственные самолёты. Первый же самолёт — Tecnam P92 — стал коммерчески успешным: было продано более 2500 экземпляров, в данный момент выпускается уже шестое поколение этой модели.
В 2012 году инвестиционный фонд Fondo Italiano di Investimento вложил в компанию 6,5 миллионов евро. К этому моменту компания произвела более 3400 самолётов, эксплуатирующихся в 50 странах мира. Более 90 % оборота компании составляет экспорт.
В 2014 году на авиашоу AERO Friedrichshafen 90-летнему Луиджи Паскале был вручен Почётный приз журнала Der Fliegermagazin.
После смерти Джованни предприятие возглавляет его сын Паоло Паскале.

## Самолёты компании
- Tecnam P92[англ.] и его модификации
- Tecnam P96 Golf[итал.]
- Tecnam P2002 Sierra[англ.]
- Tecnam P2004 Bravo[англ.]
- Tecnam P2006T[англ.]
- Tecnam P2008[англ.]
- Tecnam P2010[англ.]
- Tecnam Astore[англ.]
- Tecnam P2012 Traveller[англ.]
- Tecnam MMA[англ.] (Multi Mission Aircraft)
- Tecnam MRI (Maritime Reconnaissance Intelligence)
- Tecnam P-Jet[англ.]

|                                                                           |  |  |  |
| Слева направо: Tecnam P2002 Sierra, Tecnam P2006T, Tecnam P96, Tecnam MRI |  |  |  |

## Интересные факты
- Луиджи Паскале основал факультет газодинамики и авиаконструирования в Неаполитанском университете[10].
- В конце 1940-х — начале 1950-х Луиджи Паскале работал вместе с легендарным воздухоплавателем и исследователем Умберто Нобиле в Неаполитанском университете[10].